# ホーカー ハート

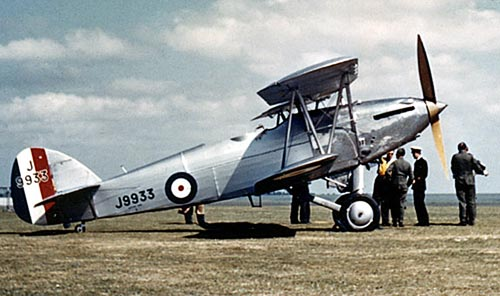
ホーカー ハート

ホーカー ハート（Hawker Hart）は第一次世界大戦と第二次世界大戦の間にイギリス空軍で採用された複葉の複座軽爆撃機である。製造はホーカー・エアクラフト社で、1928年に初飛行した。当時の戦闘機よりも高速で整備の容易な機体だったため、第一次世界大戦後の軍縮期にもかかわらず大量生産され、戦間期の主力爆撃機として多くの部隊に配備された。また、様々な派生型を産み出した。

## 概要

### 開発
1926年、航空省はD.H.9Aとフェアリー フォーンの後継機を求める仕様12/26を発行した。エンジンはロールス・ロイス社製V型12気筒のファルコンF.1が指定されていた。ホーカー社はシドニー・カムをチーフデザイナーとしてこれに応じた。カムはわずかな時間で基本設計を行い、キングストンのホーカー工場でフルサイズモックアップが製作された。
1927年初頭にホーカー社は仕様12/26に応札した。エンジンは新型のロールス･ロイスF.XI（後のロールス・ロイス ケストレル）を装備した。1928年6月、ハート原型機（J9052）はジョージ・バルマンの手で初飛行した。飛行テストはブルックランドで秘密裏に行われた。11月、ハート原型機はマートルシャム・ヒースでアブロ アンテロープ、フェアリー フォックスMk.IIと比較評価を受け、ハート原型機は圧倒的に優れていると判定された。このとき、525馬力のケストレルIBエンジンでハート原型機は296km/hの最高速度を記録した。

### イギリスでの運用
仕様9/29として発注がなされ、1930年1月、イーストチャーチの第33飛行中隊は、ホーカー ホースリーからハートヘ機種改変した。1931年1月、アンドーバーの第12飛行中隊は、フェアリー フォックスからハートへ機種変更した。イギリス空軍の保有する戦闘機よりも高速だったので、ハートは配備されてすぐに防空任務に就いた。大量生産の結果、1933年には6つの飛行中隊がハートを装備していた。1934年には補助空軍の近代化が図られ、ヘンドンの第601飛行中隊が、ウェストランド ワピティからハートに機種改変した。1936年までに9つの補助空軍飛行中隊がハートを装備した。ハートはホーカー社のほか、アームストロング・ホイットワース、グロスター、ビッカースの各社で生産された。1935年、第二次エチオピア戦争に対応して第45飛行中隊がエジプトに、第12、第33、第142飛行中隊が中東に展開した。1936年、予備飛行隊の近代化が図られ、第500、第501、第503飛行中隊がハートに機種改変した。ハートが第一線を退いたのは1939年だった。ハートは試作型も含めて928機生産された。

### 他国での運用

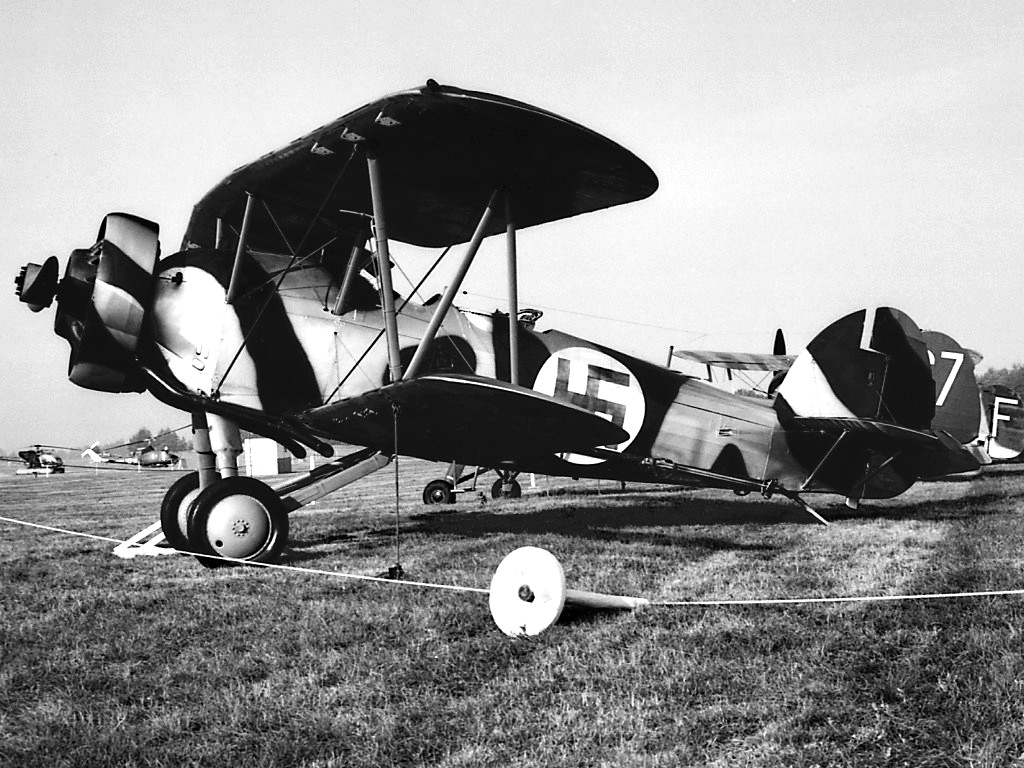
スウェーデンのハート B 4。スウェーデン空軍博物館所蔵機で、フィンランド空軍のスウェーデン義勇航空隊の塗装が施されている。

1931年、ユーゴスラビア空軍は、4機のハートを受領した。
1932年、エストニア空軍は8機のハートを受領した。この機体はケストレルIISエンジンを装備し、車輪とフロートの交換が可能だった。
1934年、スウェーデン空軍は4機のハートを受領した。この機体はブリストル ペガサスIM2空冷星型エンジンを装備し、車輪とフロートの交換が可能だった。スウェーデン空軍は、1935年から1936年にかけてペガサスIU2エンジン装備のハート42機をライセンス生産した。
南アフリカ空軍は最大のユーザで、約180機のハートを使用した。

## 派生型
最初の派生型はハート（India）で、1931年、2次生産バッチから50機がインドへ送られウェストランド ワピティ装備の第11スコードロンおよび第39スコードロンに配備された。
武装と爆撃装備を持たないハート連絡機は第24連絡飛行隊に配備された。
ハート練習機は副操縦装置を備え、4年間で540機が生産された。
ハートの高速性能に着目した航空省は仕様15/30によりハートの戦闘機型を求めた。ハートの生産ラインからJ9933が抜き出され、ケストレルIISエンジンを装備し、前方射撃用のビッカース機銃をもともと装備されていた左舷に加え右舷にも追加装備した。爆撃照準装備は除かれ、後部銃手席を下方へ切り欠き射界を拡大した。この戦闘機型原型機は試験飛行で最高速度292km/hを記録し、ハート・ファイターとして生産されることになった。ハート・ファイターは戦闘機であるブリストル ブルドッグを性能で圧倒した。1932年に新規生産オーダーが出され、ハート・ファイターはデモン(Demon)と改名された。デモンはボールトンポール社のノーウィッチ工場とウルヴァーハンプトン工場で生産された。量産型のデモンは最高速度303km/hを記録した。1936年10月からのウルヴァーハンプトン工場生産機にはフレーザー・ナッシュ油圧式銃架と後部銃手を気流から守る「海老の背（lobster back）」シールドが装備された。デモンの派生型として複操縦装置装備のデモン練習機と標的曳航機が作られた。デモンは232機生産された。
1926年、航空省は車輪とフロートを交換装備でき空母、重巡洋艦で運用するための複座艦隊偵察機を求める仕様O.22/26を発行したが、3年の間満足な設計案は提出されなかった。1930年、ハート原型機（J9052）の空軍による評価が終了するとJ9052は主翼折畳み機構、車輪とフロートの交換機構、カタパルト射出に対応できる機体の強化などの改造を施され、仕様O.22/26に対応した。J9052改造機は仕様O.22/26を満たすものとされ、改めて仕様19/30が発行された。
仕様19/30に基づき1931年に2機の原型機（S1677とS1678）が発注され、オスプリ(Osprey)と命名された。最初の量産型であるオスプリ Mk.Iは20機（S1679からS1698）がハートと同じ尾翼を持ち、17機（K2774からK2790）が拡大された垂直安定板と方向舵を持っていた。オスプリMk.IIはフロートがショート社製に変更されていた。重要な生産型はオスプリ Mk.IIIで、構造部材の一部がステンレス製とされ、右舷上翼内にディンギー、エンジン駆動発電機と金属製プロペラを装備し、艦隊偵察機に加え弾着観測機として使用された。オスプリ Mk.IVはエンジンがケストレルVに変更された。オスプリは138機生産された。
1931年、仕様7/31により直接協働機オーダックス(Audax)が製作された。オーダックスは機体後方まで伸ばされた排気管と主脚車軸に装備された通信筒吊り上げフックが特徴である。オーダックスは719機生産された。
また、オーダックスは南アフリカでライセンス生産されハートビー(Hartbees)と呼ばれた。ハートビーは小火器に対する追加装甲を装備している。ハートビーは69機（内4機はホーカー製見本機）が生産された。
1934年、イラクでの航空警察任務を行うためハートにサバイバルキットと水容器を搭載し、熱帯用ラジエターと通信筒吊り上げフックを装備したハーディ(Hardy)が製作された。エンジンはケストレル1B3。ハーディは48機が生産された。
1934年、仕様G.7/34によりハインド(Hind)が開発され、9月に初飛行した。ハインドは640馬力のケストレルVエンジンを装備し、平臥式爆撃手席の装備、テイルスキッドを尾輪へ変更、デモンと同様に後部銃手席を下方へ切り欠きなどの改設計が行われた。量産型のハインドでは夜間作戦時の排気炎による眩惑軽減のため排気管が「羊の角（ram's horn）」型に変更された。ハインドは582機が生産され、1935年から47の爆撃飛行隊で使用された。ハインドは582機生産された。
仕様14/35に応じて製作された最後のハート派生型がヘクター(Hector)直接協働機である。ヘクターは上翼の後退角がなく直線翼となっている。エンジンは空冷805馬力のネイピア ダガーIIIMSを装備している。ヘクターは179機が生産された。

## スペック(ハート)
- 全長：8.94 m
- 全幅：11.36 m
- 全高：3.18 m
- 全備重量：2,100 kg
- エンジン：ロールス・ロイス ケストレル IB 水冷12気筒 510hp × 1
- 最大速度：298 km/h
- 実用上限高度：6,950 m
- 航続距離：692 km
- 武装
  - 爆弾 227 kg
  - 前方固定7.7 mm ビッカースMk.II/III機関銃 × 1
  - 後部席7.7 mm ルイスMk.III旋回機関銃 × 1
- 乗員 2名